# Пирсол, Аарон
Аарон Уэллс Пирсол (англ. Aaron Wells Peirsol; род. 23 июля 1983, Ирвайн, Калифорния) — американский пловец на спине, обладатель мирового рекорда на дистанции 200 метров. Принимал участие в Олимпийских играх 2000, 2004 и 2008, завоевав в общей сложности семь медалей. Также выиграл чемпионаты мира на дистанции в 100 метров на спине в 2003, 2005 и 2007 годах, а на дистанции в 200 метров на спине в 2001, 2003, 2005 и 2009 годах.

## Биография
Родился в городе Ирвайн, штат Калифорния. Плавал в студенчестве в Университете штата Техас в Остине. Окончил колледж в Ньюпорт-бич, штат Калифорния. Аарон и его сестра Хейли впервые начали плавать в команде NCMY (Ньюпорт Коста Меса YMCA). После ухода из NCMY, Аарон начал тренироваться в команде города Ирвин «Ирвин Новакватикс». Он тренировался вместе с мировыми рекордсменами и золотыми медалистами, среди которых были Гарретт Вебер-Гейл, Ян Крокер, Брендан Хансен и Нил Уолкер под руководством Эдди Риза.

## Плавательная карьера

### Летние Олимпийские игры 2000
В возрасте 17 лет принял участие в летних Олимпийских играх 2000 года и финишировал позади Ленни Крайзельбурга на дистанции в 200 м на спине. Завоевав серебряную медаль, Пирсол стал рассматриваться многими как преемник Крайзельбурга.

### Олимпийские игры 2004
В 2004 году на Олимпийских играх, выиграл золото на дистанции в 100 и 200 метров на спине. Пирсол также завоевал золотые медали в мужской эстафете 4 × 100-метров с мировым рекордом. Во время финального заплыва на 200 метров Пирсол был дисквалифицирован. Но из-за «несостоятельности причин» дисквалификация была в конечном итоге отменена. В свою очередь Пирсол обвинил японского пловца Косукэ Китадзима в использовании незаконного приёма движения телом как в баттерфляе на дистанции в 100 м брассом, что дало ему преимущество, в том числе и над американцем Бренданом Хансеном, на две десятые доли секунды и позволило завоевать золотую медаль.

### Чемпионат мира 2007
В 2007 году на чемпионате мира по водным видам спорта, Пирсол на дистанции в 100 м на спине остановил секундомер на отметке 52.98 сек, и тем самым стал первым человеком выплывшем из 53 секунд. В какой-то момент на первых 50 метрах Пирсол был на целый метр позади Райана Лохте, но последних 25 метров Пирсолу было достаточно, чтобы обойти Лохте на финише. Пирсол также выиграл серебро на дистанции в 200 м на спине, и это был его первый проигрыш в этой дисциплине с 2001 года.

### Олимпийские игры 2008
В финале Олимпиады в Пекине выиграл золотую медаль на дистанции в 100 метров на спине с мировым рекордом 52,54 секунды. Это был его пятый мировой рекорд, установленный на олимпиадах. Пирсол был непобедимым на этой дистанции с весны 2002 года.
На дистанции в 200 метров Пирсол занял второе место вслед за Райаном Лохте, с которым он разделил мировой рекорд на олимпиаде. Лохте побил мировой рекорд в финале. Два дня спустя, Пирсол выиграл третью золотую медаль в мужской эстафете 4 × 100 метров. Пирсол, вместе с товарищами по команде Бренданом Хансеном, Майклом Фелпсом и Джейсоном Лезаком, установил новый мировой рекорд − 3 минуты 29,34 секунды, опередив на 0,7 секунды занявшую второе место команду Австралии и на 1,34 секунды быстрее, чем результат Соединённых Штатов на предыдущей Олимпиаде в Афинах в 2004 году.

### 2009 год
На национальном чемпионате по плаванию улучшил мировой рекорд на дистанции в 100 м на спине в шестой раз — 51.94, первым из мужчин выплыв из 52 секунд. Три дня спустя, Пирсол установил мировой рекорд на дистанции в 200 м на спине со временем 1:53.08. Это уже шестой его рекорд в этой дисциплине.
В 2009 году на чемпионате мира по водным видам спорта, Пирсол удивил многих тем что ему не удалось выйти в финал на дистанции в 100 м на спине. Эту неудачу он приписал просчету его собственной позиции в полуфинале. В финале на дистанции в 200 м на спине Пирсол переломил себя и выиграл золото с результатом в 1:51.92. В эстафете 4×100 м в полуфинале, Пирсол проплыл свой отрезок за 52.19, а общее время команды 3:27.28 и это новый мировой рекорд. Если бы Пирсол на дистанции в 100 м прошёл в финал и показал время как в эстафете, то завоевал бы золотую медаль.

### 2011 год
В феврале 2011 года объявил о завершении карьеры.